# Eulophia nicobarica
Eulophia nicobarica là một loài thực vật có hoa trong họ Lan. Loài này được N.P.Balakr. & N.G.Nair mô tả khoa học đầu tiên năm 1976.